# Mickey’s Fun Wheel
A Mickey's Fun Wheel egy 48.8 méteres óriáskerék a Disney's California Adventure parkban Anaheimben (Kalifornia). A Coney Island-i Wonder Wheel alapján építették, függő és álló gondolákból áll, és egy hatalmas Mickey egér arc van a kerék közepén. A kereket korábban Sun Wheelnek hívták (2001. február 8. és 2008. október 14. között).

## Történet
A kerék megnyitását 2009. április 24-re tervezeték, végül kis késéssel 2009. május 4-én nyitotta meg kapuit. Az átalakítás a vidámpark Paradise Pier negyedének felújítása miatt történt.
A felújítás egy 1,1 milliárd dolláros újítást jelent, melynek egyik részprojektje volt a korábbi Sun Wheel külsejének átalakítása. Technikai változások nem történtek, csak a középső napformájú arcot cserélték ki egy óriási Mickey egér fejre, illetve minden gondolára egy-egy Disney-karakter képe került (Donald kacsa, Plutó kutya, Goofy stb.). Szintén külsőségbeli módosítás volt, hogy a fénytechnikát is átalakították.

## Felépítés
A Mickey's Fun Wheel egy excentrikus óriáskerék, mely abban különbözik a hagyományos óriáskerekektől, hogy 24 gondolájából 16 olyan belső sínekre van függesztve, melyeken a kerék forgásával együtt a gondolák a külső gyűrűről a belsőre tudnak csúszni. Ez az általános kilátó típusú kerekekhez képest intenzívebb élményt nyújt az utasoknak a kb. 9 perces menetek alatt. A másik nyolc gondola a külső gyűrűre rögzített. Beszálláskor az utasok választhatnak, melyik típusú gondolába szeretnének ülni. A zárt gondolák mindegyike hat ember befogadására képes.

## Fordítás
Ez a szócikk részben vagy egészben  a   Mickey's Fun Wheel című angol Wikipédia-szócikk ezen változatának fordításán alapul.  Az eredeti cikk szerkesztőit annak laptörténete sorolja fel. Ez a jelzés csupán a megfogalmazás eredetét és a szerzői jogokat jelzi, nem szolgál a cikkben szereplő információk forrásmegjelöléseként.